# 迈克尔·洛克菲勒
迈克尔·克拉克·洛克菲勒（英語：Michael Clark Rockefeller，1938年5月18日—？）是纽约州州长、后来的美国副总统纳尔逊·洛克菲勒的第五个孩子，也是洛克菲勒家族的第四代成员。他在荷属新几内亚西南部的阿斯马特地区探险时失踪，这里现在是印度尼西亚巴布亚省的一部分。2014年，卡尔·霍夫曼出版了一本书，详细讲述了对他被杀事件的调查。在调查中，村民和部落长老承认，洛克菲勒在1961年游上岸后被杀害。尽管有这些说法，但没有发现他的遗骸或其他实物证据。

## 早年生活
洛克菲勒是玛丽·托德亨特·洛克菲勒和纳尔逊·洛克菲勒的第五个也是最后一个孩子。他是纳尔逊·洛克菲勒七个孩子中的第三个，还有一个双胞胎姐姐玛丽。
洛克菲勒就读于纽约的巴克利学校，毕业于新罕布什尔州的菲利普斯埃克塞特学院，在那里他是一名学生参议员和杰出的摔跤运动员。他以优异的成绩毕业于哈佛大学，获得历史和经济学学士学位。1960年，他作为一名士兵在美国陆军服役了6个月，然后参加了哈佛大学皮博迪考古与民族学博物馆的考察，研究荷属新几内亚西部的达尼部落。这次探险拍摄了《死鸟》，这是一部由罗伯特·加德纳制作的民族志纪录片，洛克菲勒是该纪录片的录音师。洛克菲勒和一个朋友短暂离开探险队去研究新几内亚荷兰南部的阿斯玛特部落。从皮博迪考察回来后，洛克菲勒回到新几内亚研究阿斯马特族，并收集阿斯马特的艺术。
“这是一种做冒险事情的欲望，”他解释说，“在这个真正意义上的前沿领域正在消失的时代。”
他在荷属新几内亚期间，积极参与文化和艺术活动，同时记录人种志数据。他在一封家书中写道:
我在这里度过了一段非常疲惫但也是最激动人心的时光……阿斯玛特就像一个巨大的拼图，各种各样的仪式和艺术风格组成了一个个拼图。我的旅行使我能够理解（即使只是以一种肤浅的、基本的方式）这个谜的本质……

## 失踪
1961年的11月17日，当洛克菲勒和荷兰人类学家雷内·瓦辛坐在离海岸约40英尺（12）的一条独木舟里时，他们的趸船被淹没并倾覆。他们的两名当地导游游向救援，但救援来的很慢。在漂流了一段时间后，11月19日早些时候，洛克菲勒对正在漂流的人说:“我想我能成功”，然后向岸边游去。当他试图游到安全的地方时，船离岸边约12英里（19），这支持了他死于疲劳或溺水的说法。瓦西在第二天获救，而洛克菲勒却再也没有出现，尽管进行了密集而漫长的搜索。当时，洛克菲勒的失踪是一条重大的国际新闻。他的尸体一直没有找到。1964年，他被宣告死亡。

## 猜想
人们认为洛克菲勒不是淹死了就是被鲨鱼或咸水鳄袭击了。在1961年，猎首和同类相食的习俗还存在于阿斯马特的一些地区，因此也有人推测洛克菲勒可能是被阿斯马特部落的人杀死并吃掉的。
1969年，记者米尔特·麦克林前往该岛调查洛克菲勒的失踪。他驳斥了有关洛克菲勒作为俘虏或像库兹一样生活在丛林中的报道，但得出的结论是，有间接证据支持他被杀的说法。奥茨亚涅普村的几位领导人据说在1958年被荷兰巡逻队杀死，这为该部落报复来自“白人部落”的人提供了一些理由。如果洛克菲勒成功上岸，奥茨亚涅普村很可能就是洛克菲勒到达的地方。在阿斯马特，食人和猎头都不是不分青红皂白的，而是一报还一报的报复循环的一部分，所以洛克菲勒可能无意中成为了这个循环的受害者。这一事件在布莱尔兄弟拍摄的《火环》系列纪录片的第二卷《武士之舞》中有描述。
保罗·图希写了一本名为《洛基向西走》的书，书中称，1979年，洛克菲勒的母亲聘请了一名私人侦探前往新几内亚，试图揭开他失踪之谜。这个故事的可靠性受到了质疑，但图希声称，私家侦探用一个船引擎换了三个人的头骨，一个部落声称这三个人是他们唯一杀过的白人。调查员回到纽约，把这些头骨交给了这家人，并确信其中一个是洛克菲勒的头骨。即使这件事真的发生了，这家人也从未对此发表过任何评论。然而，历史频道《消失》节目报道称，洛克菲勒的母亲确实向这位调查员支付了25万美元的奖金，以获得迈克尔·洛克菲勒生死的最终证据。
在纪录片《让河流在你的右边》中，托拜厄斯·施尼鲍姆表示，他曾与食人族阿斯马特人交谈过，他们描述了在河边发现洛克菲勒并吃掉了他。

### 2014年出版的书籍
2014年，卡尔·霍夫曼出版了《野蛮收获:食人族、殖民主义和迈克尔·洛克菲勒追寻原始艺术的悲剧故事》，在书中他讨论了对洛克菲勒神秘失踪和推定死亡的调查。在多次访问该地区的村庄时，他听说了几个关于奥茨亚涅普人在他游上岸后杀死洛克菲勒的故事。这些故事与20世纪60年代收集的证词类似，故事的中心是几个男人在迈克尔游上岸后争论，最终决定杀死他，以报复1958年的一起事件，当时村里的一些男人在与荷兰殖民官员的对峙中被杀。谋杀发生后不久，一场霍乱席卷了整个村庄，村民们认为这是对杀害洛克菲勒的报复。当霍夫曼最后一次离开其中一个村庄时，他目睹了一名男子在上演一场杀人的场景，于是停下来并将其拍了下来。对该男子所说的话进行翻译后，这名男子说:
你不要把这个故事告诉其他任何人或其他村庄，因为这个故事只讲给我们听。不要说话。不要讲故事。我希望你记住它，你一定要为我们保存它。我希望。我希望。这是给你的，只给你一个人。不跟任何人说话，永远。给其他人或另一个村庄。如果有人问你问题，不要回答。别跟他们说，因为这个故事只给你一个人听。如果你告诉他们，你会死的。我怕你会死。你会死;如果你把这事说出去，你的人会死的。你把这个故事留在家里。给自己，我希望，永远。永远……

## 关于阿斯马特的文物和照片
洛克菲勒收藏的许多阿斯马特手工艺品都由纽约大都会艺术博物馆展出。皮博迪博物馆出版了洛克菲勒在新几内亚探险期间拍摄的照片展览目录。

## 參閱
- Asmat Art in the Michael C. Rockefeller Collection at the Metropolitan Museum of Art（页面存档备份，存于）
- Michael Rockefeller photographs on display at The Peabody Museum
- Outside magazine: "Lost Scion: Was Michael Rockefeller eaten by cannibals?"
- Agamemnon Films Presents: The Search for Michael Rockefeller（页面存档备份，存于）
- In Search Of...（页面存档备份，存于） television segment on Michael Rockefeller hosted by Leonard Nimoy